# روده هيث (تشيشير)
روده هيث (بالإنجليزية: Rode Heath)‏ هي قرية تقع في المملكة المتحدة في شمال غرب إنجلترا.  يقدر عدد سكانها بـ 2,150 نسمة .